# Авієтка
Авієтка (від французького aviette) — назва легкого одно- або двомісного спортивного гвинтового літака з малопотужним поршневим двигуном внутрішнього згоряння (потужність двигуна не перевищує 100 кінських сил). На перших моделях таких літаків випробувалась можливість польоту завдяки м'язовій силі людини.

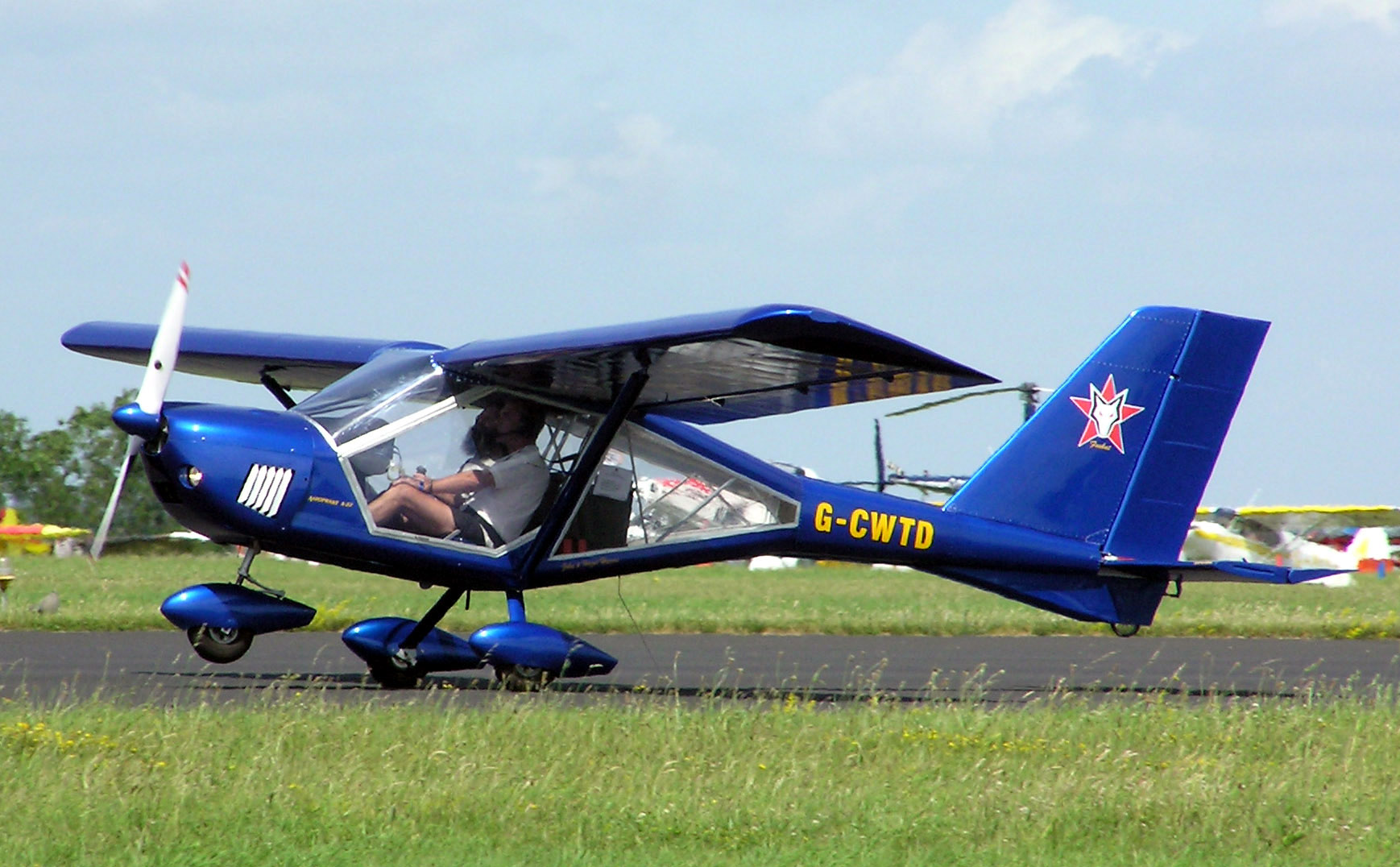
Аеропракт А22 українського виробництва — сучасна авієтка з мотором 80 к.с. Маса порожньої машини — 260 кг